# The Lonesome Crowded West
The Lonesome Crowded West è il secondo album discografico in studio del gruppo musicale alternative rock dei Modest Mouse, pubblicato nel 1997.

## Il disco
Il disco è stato commercializzato nei formati CD e doppio vinile dalla Up Records. Quest'ultimo include una traccia aggiuntiva e un diverso ordine nella tracklist.
È stato inserito da Pitchfork alla posizione #29 tra i "100 migliori album degli anni '90". La rivista Spin, invece, lo ha posizionato alla posizione #59 tra i "100 migliori album degli anni 1985-2005". Nel giugno 2012 il sito Pitchfork.tv ha pubblicato un documentario inerente a questo album e contenente registrazioni live, sessioni di studio e "Making Of".
Le due torri presenti sulla copertina del disco costituiscono il complesso The Westin Seattle di Seattle.
Il disco è dedicato all'attore e regista inglese Jack Raymond (1886-1953).

## Tracce

### CD
Testi e musiche di Modest Mouse.
1. Teeth Like God's Shoeshine – 6:53
2. Heart Cooks Brain – 4:03
3. Convenient Parking – 4:08
4. Lounge (Closing Time) – 7:03
5. Jesus Christ Was an Only Child – 2:36
6. Doin' the Cockroach – 4:18
7. Cowboy Dan – 6:14
8. Trailer Trash – 5:49
9. Out of Gas – 2:31
10. Long Distance Drunk – 3:42
11. Shit Luck – 2:22
12. Truckers Atlas – 10:57
13. Polar Opposites – 3:29
14. Bankrupt on Selling – 2:53
15. Styrofoam Boots/It's All Nice on Ice, Alright – 6:53

### Vinile
Lato 1
1. Teeth Like God's Shoeshine – 6:53
2. Heart Cooks Brain – 4:03
3. Convenient Parking – 4:08
4. Baby Blue Sedan – 4:04

Lato 2
1. Doin' the Cockroach – 4:18
2. Cowboy Dan – 6:14
3. Trailer Trash – 5:49
4. Jesus Christ Was an Only Child – 2:36

Lato 3
1. Out of Gas – 2:31
2. Long Distance Drunk – 3:42
3. Shit Luck – 2:22
4. Truckers Atlas – 10:57

Lato 4
1. Polar Opposites – 3:29
2. Bankrupt on Selling – 2:53
3. Lounge (Closing Time) – 7:03
4. Styrofoam Boots/It's All Nice on Ice, Alright – 6:53

## Formazione
Gruppo
- Isaac Brock - voce, chitarra
- Jeremiah Green - batteria
- Eric Judy - basso
- Dann Gallucci - chitarra (in Trailer Trash e Bankrupt on Selling)

Altri musicisti
- DJ K.O. - scratching
- Nicole Johnson - voce
- Scott Swayze - chitarra
- Tyler Reilly - violino
- Chris Setton - voce